# Диди-Лило
Диди-Лило (груз. დიდი ლილო) — посёлок городского типа в Грузии близ (в 4,5 км к востоку) центра Тбилиси. Входит в муниципалитет (регион) Тбилиси (текущая статистика учитывает пгт в составе города Тбилиси). До 2008 года входил в Гардабанский муниципалитет края Квемо-Картли.

## Население
Население составляет 2417 человек (2014), преимущественно — грузины.
| 1979 | 1989 | 2002 | 2014 |
| ---- | ---- | ---- | ---- |
| 2305 | 4208 | 2420 | 2417 |

## История
Диди-Лило является местом рождения Виссариона Джугашвили, отца Иосифа Сталина. По воспоминаниям А. М. Цихитатришвили:
Одно из крупных крестьянских восстаний произошло в Анануре. Там царские офицеры арестовали 10 повстанцев, среди которых был крестьянин Заза Джугашвили — прадед И. В. Сталина (по линии отца). Зазе удалось сбежать из-под стражи и скрыться в Горийский уезд, где его взяли в крепостные князья Эристави. Здесь Заза Джугашвили снова поднял среди крестьян восстание. По подавлении восстания Джугашвили бежал в Геристави и некоторое время был там пастухом. Однако местопребывание его было обнаружено, и Зазе пришлось и отсюда скрыться, после чего мы видим его в Диди-Лило. У Вано Джугашвили (дед И. В. Сталина) родились два сына — Бесо (Виссарион) и Георгий. Вано развел в Диди-Лило виноградники и установил деловые связи с городом, куда нередко водил и своего сына.
В 1974 году Диди-Лило получил статус посёлка городского типа. Здесь располагаются архивы министерства юстиции Грузии и Тбилисский опытный завод карбидных материалов.
В начале 2013 года в Диди-Лило разгорелся скандал, широко освещавшийся в местных СМИ. С 28 января около 50 жителей посёлка перекрыли дорогу, ведущую к полигону бытовых отходов, не допуская туда мусоровозы. Они выступали против существования в поселении свалки и требовали перенести или уничтожить её.По заявлению бастующих, их беспокоят невыносимый запах и ядовитые испарения. Эта свалка начала действовать в 2010 году, после закрытия полигона бытовых отходов в Глдани. Позже, мэрия Тбилиси обратилась с официальным письмом к МВД Грузии, в котором потребовала обеспечить свободное движение автотранспорта по дороге: «Из-за перекрытия дороги и ограничения движения к полигону специальной техники очистка города и вывоз бытовых отходов становятся невозможными. Все это наносит ущерб населению Тбилиси и усугубляет санитарную обстановку».
В сообщении отмечается, что «указанный полигон — единственный в городе, где отходы помещаются по современным стандартам».

## Знаменитые люди поселения
- Джугашвили, Виссарион Иванович
- Сванидзе, Екатерина Семёновна